# Fenestrulina specca
Fenestrulina specca är en mossdjursart som beskrevs av Gordon 1989. Fenestrulina specca ingår i släktet Fenestrulina och familjen Microporellidae. Inga underarter finns listade i Catalogue of Life.